# Župnija Sava
Župnija Sava je rimskokatoliška teritorialna župnija dekanije Litija nadškofije Ljubljana.